# Emilie Fortin
Pour les articles homonymes, voir Fortin.
Emilie Fortin, née le 21 mai 1999 est une coureuse cycliste professionnelle canadienne, courant à la fois sur route et sur piste.

## Biographie
Au début de la saison 2020, Emilie Fortin rejoint l'équipe canadienne Macogep Tornatech Girondins de Bordeaux. Elle se fait remarquer sur une course nationale en Espagne, et change d'équipe en cours de saison, au profit de Bizkaia-Durango. Son contrat est prolongé pour les deux saisons suivantes.
Avec l'équipe basque, elle est invitée à participer à son premier grand tour, lors du Tour d'Italie féminin 2021, qu'elle abandonne lors de la 6e étape alors que l'ensemble de son équipe est touchée par le Covid-19,.
Perturbée par le Covid-19 et de nombreuses chutes, elle ne trouve pas de contrat professionnel pour la saison 2022. Elle s'engage alors avec le Sprinter Nice Métropole. Elle s'illustre notamment sur les boucles guégonnaises, manche de la coupe de France, avec une échappée au long cours.
Une nouvelle équipe continentale américaine, mais qui souhaite participer au circuit européen, est créée fin 2022, pour la saison suivante, sous le nom de Cynisca Cycling. Emilie Fortin signe ainsi son retour dans un effectif de niveau continental.
En début de saison, elle remporte sa première course élite sur la nouvelle épreuve d'un jour, la Clásica de Almería,. Elle met à profit une longue échappée pour s'assurer de la victoire, arrivant 16 secondes avant le peloton, réglé au sprint par Alison Jackson devant Floortje Mackaij. Il s'agit de la première victoire pour son équipe Cynisca
Son contrat avec Cynisca s'arrête fin juillet 2024, elle change donc à nouveau d'équipe pour la saison 2025, en rejoignant les britanniques de CJ O'Shea Racing.

## Palmarès sur route

### Par années
- 2023
  - Clásica de Almería
  - 3e de la Joe Martin Stage Race

### Classements mondiaux
| Année                                 | 2019 | 2020 | 2021 | 2022  | 2023 |
| ------------------------------------- | ---- | ---- | ---- | ----- | ---- |
| Classement UCI                        | 962e | nc   | nc   | 1155e | 189e |
|                                       |      |      |      |       |      |
| Légende : nc = non classéSource : UCI |      |      |      |       |      |